# ラベルジュマン＝サント＝マリー
ラベルジュマン＝サント＝マリー （Labergement-Sainte-Marie）は、フランス、ブルゴーニュ＝フランシュ＝コンテ地域圏、ドゥー県のコミューン。

## 由来

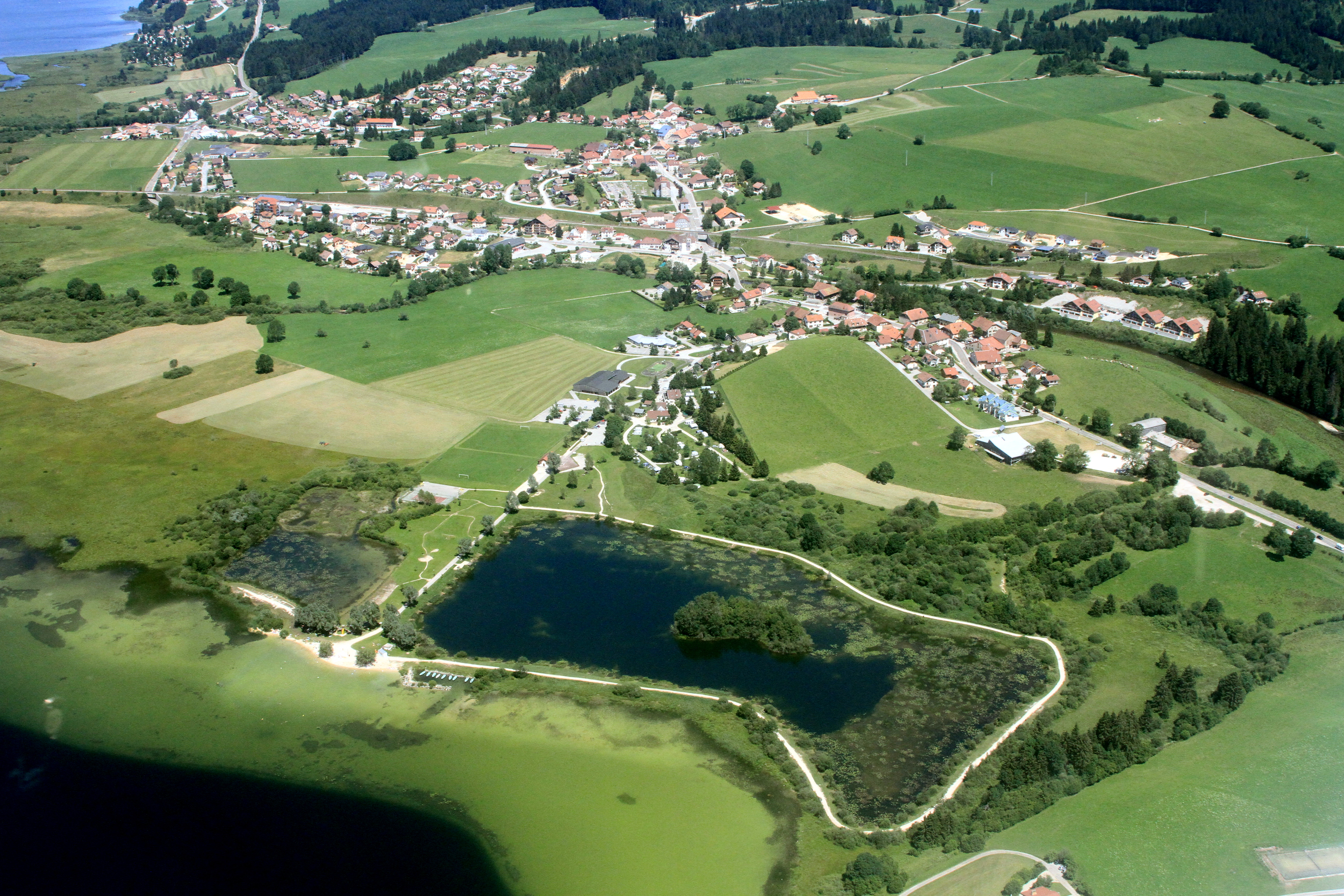
空から眺めたラベルジュマン＝サント＝マリー。下方の小さな湖がルモレ湖

1312年にはL'Abergementと記され、1882年以降はLabergement-Sainte-Marieとなった。コミューンの名は二重の意味がある。abergésは領主が治める土地に入植した聖職者を指し、その領主とはモン・サント・マリー修道院を指すのである。
コミューンはサン・ポワン湖の上流、サン・ポワンおよびルモレ湖谷に位置している。コミューンの領域にはルモレ湖も含まれる（ドゥー川から流れ出た水でできた面積96ヘクタールの小さな湖である）。

## 歴史
ラベルジュマンは、モン・サント・マリー修道院の旧寮に掲げられたプラークで証明されるように、1870年の普仏戦争に関連した出来事の舞台である。『1871年1月31日、ヴォーの戦いでブリュセロル将軍は自らの部隊とともにモンジャン、レ・ロンジュヴィル、サンタントワーヌを発ち、そしてグランジュ＝サント＝マリーを占領のうえ行進した。』
1972年、コミューンは隣接する人口78人のグランジュ＝サント＝マリー（1275年にMonte Sanctæ Marie、14世紀終わりにMontis Sancti Marie、15世紀にMontis Sancte Marieと呼ばれた）と合併した。フランス革命時代にグランジュ＝サント＝マリーは、モン＝デ＝ラック（Mont-des-Lacs）と名前を変更させられていた。

## 人口統計
| 1962年 | 1968年 | 1975年 | 1982年 | 1990年 | 1999年 | 2008年 | 2014年 |
| ------ | ------ | ------ | ------ | ------ | ------ | ------ | ------ |
| 449    | 463    | 565    | 702    | 864    | 920    | 1034   | 1168   |

参照元:1962年から1999年までは複数コミューンに住所登録をする者の重複分を除いたもの。それ以降は当該コミューンの人口統計によるもの。1999年までEHESS/Cassini、2006年以降INSEE。

## 姉妹都市
- ロングヴィル[6]